# Funastrum vesciculare
Funastrum vesciculare är en oleanderväxtart som beskrevs av R. E. Woodson. Funastrum vesciculare ingår i släktet Funastrum och familjen oleanderväxter. Inga underarter finns listade i Catalogue of Life.